# Желевци
Желевци (на гръцки: Ανταρτικιώτες, Андартикиотес) са жителите на село Желево (Андартико), Гърция. Това е списък на най-известните от тях.

## Родени в Кономлади
А – Б – В – Г – Д –
Е – Ж – З – И – Й —
К – Л – М – Н – О —
П – Р – С – Т – У —
Ф – Х – Ц – Ч – Ш —
Щ – Ю – Я

### А
- Андон Киров (Αντώνιος Κύρος, Κύρου), гръцки андартски деец от втори клас[1]
- Андон Попдимитров (Παπα-Αντώνης, Κύρου Παπαδημητρίου), гръцки андартски деец от четвърти клас, свещеник[2]

### Б
- Божин Папазов (1912 – 2010, Robert Pappas), активист на МПО в Торонто

### В
- Васил Балков (Βασίλειος Μπάλκος), гръцки андартски деец от втори клас, член на местния гръцки комитет, работи с консулството в Битоля и е бил директор на училището в Писодер и други гръцки училища[2]
- Васил Бекяров, войвода на местна селска чета на ВМОРО
- Васил Хаджипавлов, български революционер от ВМОРО, убит в Дреновени, член на четата на Пандо Кляшев, 13 август, 1907 година[3]
- Васили Лянджаков (Βασίλειος Λιαντζάκης), гръцки андартски деец от трети клас[1]

### Г
- Георги Лянджаков (Γεώργιος Λιαντζάκης, Λαντσάκος), гръцки андартски деец, брат на Трайко Лянджаков, помощник на капитан Цондос, събира информация за българските чети в областта[1]

### Д
- Димитра Балкова (Δήμητρα Μπάλκου), гръцка андартска деятелка от четвърти клас[2]

### Е
- Елени Хадзопулу (1896 – 1976), деятелка на гръцката пропаганда

### И
- Ильо Гадучев (Ηλίας Γκαδούσης, ? – 1906), гъркомански андартски деец, четник при Коте Христов и Георгиос Цондос[1][4]
- Илия Мирчов (Ηλίας Μήρτσιος), гръцки андартски деец от първи клас, заедно с братя Лянджаков и И. Гадучев (Η. Γκαντούτσης) създават местния гръцки комитет[2]
- Илия А. Траянов, пръв екзархийски свещеник в Желево

### Й
- Йован Мавров (Йоанис Маврис, Ιωάννης Μαύρης), гръцки андартски деец, подпомага четата на Каудис[2]
- Йордан Марков (? – 1948), гръцки комунист, неграмотен, член на КПГ, избран за член на Преспанския комитет на ЕАМ, войник на ДАГ, загива през август 1948 година по време на Операция „Коронис“ на Грамос[5]
- Йото Люлов, български революционер от ВМОРО

### К
- Кирил Нолев (? – 1918), български революционер от ВМОРО
- Коле Луловски (р. 1945), политик от Северна Македония
- Кузе Глигоров, деец на Охрана

### Л
- Лазар Киров (Лазарос Киру), гръцки андартски капитан

### Н
- Наумче Андреев (Ναούμ Ανδρέου), един от посредниците при привличането на Коте Христов на гръцка страна,[6] гръцки андартски деец от първи клас, ранен през 1906 година, умира на път за Битоля[1]
- Наум Мирчов (Ναούμ Μήρτσος), гръцки андартски деец от четвърти клас, убит от българи[2]
- Никола Наумов (Νικόλαος Ναούμ), гръцки андартски деец, учител и ифонрматор на Германос Каравангелис[2]
- Никола Сидеров (Νικόλαος Σιδέρης), гръцки андартски деец от четвърти клас[2]
- Никола Михов Яновски (? – 1907), български революционер от ВМОРО

### П
- Павел Киров (Павлос Киру) (1863 – 1906), гъркомански андартски капитан
- Павле Янков (? – 1905), войвода в Кресненско-Разложкото въстание
- Пандо Лазаров, български революционер от ВМОРО
- Пандо Киров Пеев (1881 – след 1943), български революционер от ВМОРО

### С
- Симеон Симов (Συμεών Σίμος), гръцки андартски деец от четвърти клас, учител[2]
- Спиридон Киров (Σπυρίδων Κύρου, 1875 – 1921), гръцки андартски деец, четник в четата на брат си Павел Киров[1]
- Сотир Фотев Яновски (? – 1949), гръцки комунист, войник на ДАГ, загинал през лятото на 1949 година в битката на Дъмбенската планина[7]
- Стоян Николов Ристовски, завършил българското училище на Герасим Калугера, отворил първото българско училище в Желево в своя дом. Деец за признаването на Българската екзархия.[8][9]
- Танас Луловски (1940 – 2006), художник от Северна Македония

### Т
- Танас Търкалов (? – 1948), гръцки комунист, служи в 107-а бригада на ДАГ до юни 1948 година, сражава се в Костенарията, при Копанче, Горица, Свети Илия, Горно Папратско, Пирамида, Дреничево, ранен е в битката на Грамос и се сражава с друг батальон последвалото сражение на Дъмбенската планина, в което загива през октомври 1948 година[10]
- Трайко Желевски (1875 – 1925), български революционер, войвода на ВМОРО[11]
- Трайко Лянджаков, гръцки андарт

### Ф
- Филе Бекяров, деец на Охрана
- Фото Томев (1899 – 1995), български емигрантски деец в Канада

### Х
- Хараламби Николов (Χαράλαμπος Νικολάου), гръцки андартски деец от четвърти клас, убит през 1907 година[2]
- Протойерей Харалампи Попилиев (Haralampy Elieff) (1905 – 1965), дългогодишен свещеник на Македоно-българската църква „Св. св. Кирил и Методий“ в Торонто. Син на поп Илия Траянов, пръв екзархийски свещеник в Желево.[12]
- Христо Попилиев (Χρήστος Παπαηλίας), гръцки андартски деец от втори клас[2]
- Христо Траянов (Χρήστος Τραϊανός), гръцки андартски деец от първи клас[2]
- Христина Лазарова (Χριστίνα Λαζάρου), гръцка андартска деятелка от трети клас, подпомага четите на Цондос, Макрис и Симо Стоянов[1]

### Ц
- Цвета Стоянова Ристовска, първа българска учителка в Желево[13]

## Свързани с Желево
- Иван Минов, български революционер, ръководител на Охрана за Желево
- Наум Киров, хайдутин от XIX век